# Anna Zita Maria Stricker
Pour les articles homonymes, voir Stricker.
Anna Zita Maria Stricker, née le 3 juillet 1994 à Zams, est une coureuse cycliste italienne, originaire du Tyrol du sud et germanophone.

## Palmarès sur route
- 2011
  - 2e du championnat d'Italie sur route juniors
  - 2e du championnat d'Italie du contre-la-montre juniors
- 2012
  -  Championne d'Italie sur route juniors
  -  Médaillée d'argent du championnat d'Europe sur route juniors
  -  Médaillée de bronze du championnat du monde sur route juniors
- 2015
  - 2e du Tour du Trentin
- 2016
  - 1re étape du Tour de Toscane
  - 3e du Tour de Toscane
  - 3e du championnat d'Italie sur route

## Classements mondiaux
| Année                                 | 2014 | 2015 | 2016 | 2017 |
| ------------------------------------- | ---- | ---- | ---- | ---- |
| Classement UCI                        | 170e | 104e | 163e | 96e  |
| UCI World Tour                        |      |      | nc   | 57e  |
|                                       |      |      |      |      |
| Légende : nc = non classéSource : UCI |      |      |      |      |

## Distinctions
- Oscar TuttoBici des juniors : 2012